# Zespół depersonalizacji-derealizacji
Zespół depersonalizacji-derealizacji (ang. depersonalization-derealization disorder) – jest zaburzeniem psychicznym objawiającym się trwałym lub nawracającym uczuciem depersonalizacji lub derealizacji. Depersonalizacja opisywana jest jako poczucie oddzielenia lub obcości wobec samego siebie lub swojego ciała, czemu może towarzyszyć poczucie nierealności lub funkcjonowania w sposób zautomatyzowany, poczucie pustki uczuciowej lub poczucie alienacji wobec własnych uczuć, myśli lub zachowań. Derealizacja opisywana jest jako poczucie obcości lub oddzielenia od otaczającej rzeczywistości, poczucie sztuczności otoczenia, przeżywanie teraźniejszości „jak gdyby było się za szybą”, „jak gdyby oglądało się film, w którym odgrywa się rolę samego siebie” lub „jak gdyby się było we śnie”. 
Wg klasyfikacji DSM-5 rozpoznanie zespołu depersonalizacji-derealizacji wymaga spełnienia następujących kryteriów: 
- obecność ciągłych lub nawracających epizodów depersonalizacji/derealizacji,
- zachowana zdolność do odróżniania rzeczywistości od objawów dysocjacyjnych obecnych podczas epizodów,
- objawy są na tyle nasilone, że zakłócają społeczne, zawodowe lub inne obszary funkcjonowania,
- objawy nie są skutkiem przyjęcia substancji psychoaktywnych ani leków,
- objawy nie są skutkiem występowania innego zaburzenia psychicznego.